# Бланка Намюрська
Бланка Намюрська (фр. Blanche de Namur, норв. Blanka av Namur, швед. Blanka av Namur, лат. Blanca Namurcensis; 1320, Намюр, Намюр — 1363, замок Тенсберг, Норвезьке королівство) — королева Швеції і Норвегії, політична діячка та меценатка. Одна з найвідоміших середньовічних шведських і норвезьких королев. Вела активне політичне та громадське життя. У народному середовищі про неї були складені численні розповіді та пісні.

## Життєпис

### Ранні роки
Народилася в Намюрській фортеці близько 1320 року в родині маркграфа Намюра Жана I з дому Дамп'єрів і його дружини Марії д'Артуа з дому д'Артуа — гілки династії Капетингів, дочки Філіпа д'Артуа, сеньйора Конша, Нонанкура і Домфрона. По лінії батька вела походження від графів Фландрії, по лінії матері — від королів Франції.
Бланш провела дитинство в замку Вінендейл, резиденції графів Фландрії, де здобула освіту, достойну принцеси.
Магнус Ерікссон, король Швеції і Норвегії, дізнавшись про красу доньки маркграфа Намюра, в червні 1334 року особисто просив її руки. Йому відповіли згодою. Заручена принцеса вирушила до Швеції в серпні 1335 року.

### Королева Швеції та Норвегії
Весілля відбулося в жовтні або на початку листопада 1335 року, можливо, у замку Богус. Бланка отримала провінції Тенсберг у Норвегії і Ледесе у Швеції та замок Ліндхольмен на острові Гізінген як весільний подарунок від чоловіка. У 1353 році вона обміняла Тенсберг на Богус, Марстранд, Ельфсіссель, Ранріке і Боргарсіссель.
21 липня (24 червня) 1336 року в Великій церкві у Стокгольмі Бланка була коронована як королева Норвегії, Швеції і Сконе. Наступного року народила первістка.
Правління її чоловіка припало на час економічної і політичної нестабільності в обох королівствах. У 1355 році їх старший син, Ерік, який мав успадковувати трон Швеції, дізнавшись, що його молодший брат Гокон вже став королем Норвегії, здійснив державний переворот. Він узурпував владу у Швеції і почав готуватися до війни з Данією, але раптово помер за загадкових обставин. З'явилися чутки, що його, разом з дружиною, отруїла мати.
Сучасні джерела вказують, що королева Бланка Намюрська була мудрою правителькою. Не збереглося жодного її прижиттєвого зображення. На власній печатці королеви на документі 1346 року зображена жінка, одягнена в довгу сукню без пояса, зі скіпетром у правій руці і короною на голові. Бланка Намюрська прищепила шведському королівському двору смак до мистецтва, утримуючи придворних поетів і художників. Деякий час фрейліною королеви була знаменита свята Бригіда Шведська.

### Смерть
Незабаром після весілля молодшого сина в квітні 1363 року королева Бланка померла, ймовірно, в Тенсберзі. Точний час її смерті, як і місце поховання, досі не встановлено. Згідно із заповітом, королеву повинні були поховати в абатстві Вадстена.

## Шлюб і спадкоємці

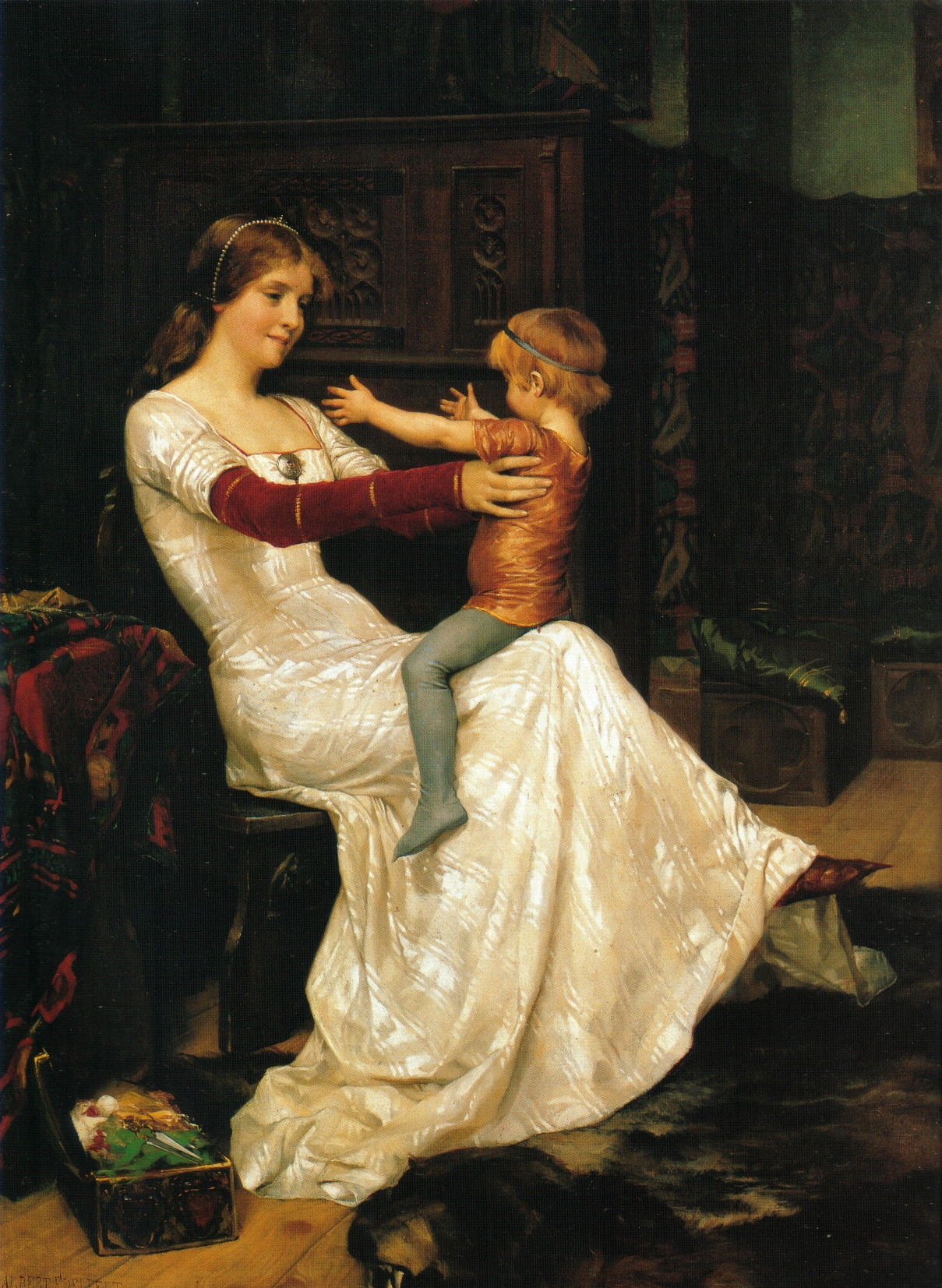
А. Едельфельт. «Королева Бланка» (1877).

У жовтні — на початку листопада 1335 року Бланка Намюрська стала дружиною Магнуса Еріксона (1316 — 1.12.1374) з дому Фолькунгів, короля Швеції під ім'ям Магнуса II і короля Норвегії під ім'ям Магнуса VII, сина Еріка Магнуссона, герцога Седерманландського і принцеси Інгеборги Норвезької. У цьому шлюбі народила п'ятеро дітей. Три дочки, невідомі по імені, померли в дитинстві і поховані в абатстві Ас. Вижили лише два сини:
- принц Ерік Шведський і Норвезький (1339 — 21.06.1359), майбутній король Швеції під ім'ям Еріка XII, в 1356 році одружився з принцесою Беатрисою Баварською, дочкою Людовіка IV, імператора Священної Римської імперії;
- принц Гокан Шведський і Норвезький (1340 — 11.09.1380), майбутній король Швеції під ім'ям Гокан II і король Норвегії під ім'ям Гокан VI, у 1363 році одружився з принцесою Маргаритою Датською, донькою короля Данії Вальдемара IV Аттердага.

## В культурі
Одна зі шведських дитячих народних пісень «Rida, rida ranka hästen heter Blanka» (Вези, вези на коліні, конячка на ймення Бланка) надихнула Альберта Едельфельта на написання відомої картини «Королева Бланка» (1877). На ній зображена королева, яка катає на коліні свого молодшого сина Гокана.
Ім'я королеви «Бланка Намюрська» носить відоме бельгійське пшеничне пиво компанії Брассері дю-Бок.